# Nicole Wild
 (mars 2018).

Nicole Wild, née à Reims le 20 juin 1929 et morte le 29 décembre 2017, est une musicologue française, conservateur en chef à la bibliothèque-musée de l'Opéra de Paris, spécialiste de l’histoire et de l'iconographie du théâtre lyrique en France au XIXe siècle.

## Biographie[1],[2],[3],[4]
Née à Reims, Nicole Wild reçoit sa formation musicale à l’école de musique de cette ville (solfège, harmonie, contrepoint, histoire de la musique, certificat d’aptitude à l’enseignement musical en 1953, premier prix d’orgue en 1955), où elle enseigne l'éducation musicale dans les écoles, au collège technique et à l'école de musique de 1953 à 1962. Pour l'orgue, elle reçoit également l'enseignement d’André Marchal et effectue des stages à l’Académie d’orgue de Saint-Maximin. Dans le cadre de son obédience protestante, elle est organiste titulaire du temple de Reims, de 1955 à 1962, puis de celui de Palaiseau à partir de 1967. De 1968 à 1973, elle assure également la rédaction en chef de la revue Musique et Chant, éditée par la Fédération musique et chant du protestantisme français.
Elle effectue ses études supérieures à l’université de Paris, où elle obtient un certificat d’histoire de la musique en 1962, et au Conservatoire national supérieur de musique de Paris. Admise dans la classe d’histoire de la musique de Norbert Dufourcq en octobre 1956, elle y obtient un second prix en 1958 et un premier prix de musicologie en 1961, avec un mémoire consacré à La Vie musicale en France sous la Régence d'après le Mercure. 
En 1959, elle est engagée comme contractuelle à la bibliothèque du Conservatoire national supérieur de musique de Paris (jusqu’en 1960) et comme auxiliaire au département de la Musique de la Bibliothèque nationale, où elle est affectée à la bibliothèque-musée de l’Opéra, qu’elle ne quittera pratiquement plus. Elle y devient successivement sous-bibliothécaire et bibliothécaire adjointe, de 1962 à 1982, conservatrice titulaire à partir d’octobre 1985 et enfin conservatrice en chef en 1993. A sa retraite, en juillet 1994, Romain Feist lui a succédé à ce poste.
Nicole Wild entreprend à la bibliothèque de l'Opéra d’importants chantiers de catalogage, accumulant et organisant une multitude d’informations sur les fonds musicaux et iconographiques. Ces travaux approfondis et systématiques lui permettent de publier de remarquables catalogues, de valeur musicologique : Le Cirque (avec Tristan Rémy), 1969 ; Les Arts du spectacle en France, Affiches illustrées, 1850-1950 : catalogue, 1976 ; Décors et costumes du XIXe siècle, Tome I : Opéra de Paris, 1987 ; Décors et costumes du XIXe siècle, Tome II : théâtres et décorateurs, collections de la bibliothèque-musée de l'Opéra, 1993. Elle contribue également à la mise en valeur de ces fonds en mettant en œuvre différentes expositions, dont les catalogues sont de précieux outils de travail : Diaghilev : les Ballets russes (avec Jean-Michel Nectoux), 1979 ; Auber et l'opéra romantique (avec Yves Gérard et Anne-Charlotte Rémond), 1982 ; Wagner et la France (avec Martine Kahane), 1983 ; Les Ballets russes à l’Opéra (avec Martine Kahane), 1992.
Nicole Wild a également mené des travaux historiques fondamentaux sur les théâtres de Paris. Tout d’abord à l’École pratique des hautes études, où elle soutient en 1980 une thèse, sous la direction de François Lesure, sur Les Théâtres parisiens entre 1807 et 1848. Ensuite à l’université Paris IV-Sorbonne, où elle obtient en 1987 un doctorat d’État ès lettres, préparé sous la direction de Jean Mongrédien, avec une thèse intitulée Musique et théâtres parisiens face au pouvoir (1807-1864) : avec inventaire historique des salles. Une partie de ce travail a fourni la matière de son Dictionnaire des théâtres parisiens au XIXe siècle (1989), ouvrage de référence que ne cessent de consulter tous les spécialistes et dont la nouvelle édition en 2012, considérablement augmentée, couvre la période 1807-1914. Englobant la totalité des théâtres parisiens, la musique étant immanquablement intervenue dans chacun à un moment ou à un autre, il donne pour chaque salle une somme considérable d’informations (origine, affectations, personnels artistiques, type de production, régime de fonctionnement), permettant, comme l’écrit Joël-Marie Fauquet dans sa préface, « de saisir, dans son ampleur et sa diversité, l’activité d’un secteur culturel qui, pour avoir été maintenue en liberté étroitement surveillée jusqu’en 1864, étonne par son intensité ». Et il conclut, évaluant l’énorme documentation contenu dans cet opus : « À Nicole Wild revient l’enviable privilège de prouver qu’un seul livre peut parfois remplacer une bibliothèque. »
Parmi ces théâtres, elle s'est particulièrement intéressée à celui de l’Opéra-Comique, dont le fonds musical a longtemps été conservé salle Favart. Elle a contribué à attirer l’attention sur son intérêt et sa richesse et à préparer son dépôt à la bibliothèque-musée de l’Opéra. S’appuyant sur ces documents de première main, ainsi que sur les archives de la seconde institution lyrique de France, elle a publié en 2005, avec la collaboration de David Charlton pour le XVIIIe siècle, une somme sur son répertoire, qui couvre pratiquement trois siècles de productions : Théâtre de l’Opéra-Comique, Paris : répertoire 1762-1972. Parallèlement, elle s'est intéressée à l’iconographie de ce genre lyrique et de son théâtre, faisant paraître en 2002, en collaboration avec Raphaëlle Legrand, un ouvrage de synthèse sur leur histoire, remarquablement illustrée : Regards sur l’opéra-comique : trois siècles de vie théâtrale.
Les travaux considérables de Nicole Wild, qui privilégient le retour aux sources, avec le souci constant d’intégrer les documents originaux collectés dans une réflexion plus générale, ont joué un rôle pionnier, de toute première importance, dans les domaines de l’histoire du spectacle et de l’iconographie musicale.